# ティモティ
ティモティ（英: TIMOTI）は、トヨタモビリティ富山のマスコットキャラクターである。

## 概要
- トマトをモチーフにしている[1]。
- 名前の由来は、会社名のToyota Mobility Toyamaの頭文字からきている[1]。